# Selección de fútbol sala de Bolivia
La Selección de fútbol sala del boliviana es el equipo que representa a Bolivia en las competiciones oficiales de fútbol sala organizadas por la Conmebol y la FIFA.
| Fecha      | Ciudad               | Competición    | Local              | Resultado | Visitante            |
| ---------- | -------------------- | -------------- | ------------------ | --------- | -------------------- |
| 09/08/2023 | Quillacollo, Bolivia | Liga Evolución | Bandera de Bolivia | 0 - 3     | Bandera de Paraguay  |
| 10/08/2023 | Quillacollo, Bolivia | Liga Evolución | Bandera de Uruguay | 2 - 1     | Bandera de Bolivia   |
| 12/08/2023 | Quillacollo, Bolivia | Liga Evolución | Bandera de Bolivia | 3 - 0     | Bandera de Chile     |
| 13/08/2023 | Quillacollo, Bolivia | Liga Evolución | Bandera de Bolivia | 1 - 3     | Bandera de Argentina |

## Estadísticas

### Copa Mundial de Futsal FIFA
| Copa Mundial de fútbol sala de la FIFA | Copa Mundial de fútbol sala de la FIFA | Copa Mundial de fútbol sala de la FIFA | Copa Mundial de fútbol sala de la FIFA | Copa Mundial de fútbol sala de la FIFA | Copa Mundial de fútbol sala de la FIFA | Copa Mundial de fútbol sala de la FIFA | Copa Mundial de fútbol sala de la FIFA |
| Año                                    | Ronda                                  | J                                      | G                                      | E                                      | P                                      | GF                                     | GC                                     |
| -------------------------------------- | -------------------------------------- | -------------------------------------- | -------------------------------------- | -------------------------------------- | -------------------------------------- | -------------------------------------- | -------------------------------------- |
| 1989 - 1996                            | No participó                           | No participó                           | No participó                           | No participó                           | No participó                           | No participó                           | No participó                           |
| 2000                                   | No clasificó                           | No clasificó                           | No clasificó                           | No clasificó                           | No clasificó                           | No clasificó                           | No clasificó                           |
| 2004                                   | No clasificó                           | No clasificó                           | No clasificó                           | No clasificó                           | No clasificó                           | No clasificó                           | No clasificó                           |
| 2008                                   | No clasificó                           | No clasificó                           | No clasificó                           | No clasificó                           | No clasificó                           | No clasificó                           | No clasificó                           |
| 2012                                   | No clasificó                           | No clasificó                           | No clasificó                           | No clasificó                           | No clasificó                           | No clasificó                           | No clasificó                           |
| 2016                                   | No clasificó                           | No clasificó                           | No clasificó                           | No clasificó                           | No clasificó                           | No clasificó                           | No clasificó                           |
| 2021                                   | No clasificó                           | No clasificó                           | No clasificó                           | No clasificó                           | No clasificó                           | No clasificó                           | No clasificó                           |
| 2024                                   | Por disputarse                         | Por disputarse                         | Por disputarse                         | Por disputarse                         | Por disputarse                         | Por disputarse                         | Por disputarse                         |
| Total                                  | 0/9                                    | -                                      | -                                      | -                                      | -                                      | -                                      | -                                      |

### Copa América de Futsal
| Copa América de Futsal | Copa América de Futsal | Copa América de Futsal | Copa América de Futsal | Copa América de Futsal | Copa América de Futsal | Copa América de Futsal | Copa América de Futsal |
| Año                    | Ronda                  | J                      | G                      | E                      | P                      | GF                     | GC                     |
| ---------------------- | ---------------------- | ---------------------- | ---------------------- | ---------------------- | ---------------------- | ---------------------- | ---------------------- |
| 1992 - 1999            | No participó           | No participó           | No participó           | No participó           | No participó           | No participó           | No participó           |
| 2000                   | Cuarto lugar           | 4                      | 1                      | 0                      | 3                      | 13                     | 17                     |
| 2003                   | Fase de grupos         | 2                      | 0                      | 0                      | 2                      | 5                      | 15                     |
| 2008                   | Octavo lugar           | 3                      | 0                      | 1                      | 2                      | 6                      | 15                     |
| 2011                   | Fase de grupos         | 4                      | 0                      | 0                      | 4                      | 3                      | 10                     |
| 2015                   | No participó           | No participó           | No participó           | No participó           | No participó           | No participó           | No participó           |
| 2017                   | Séptimo lugar          | 5                      | 2                      | 0                      | 3                      | 7                      | 20                     |
| 2022                   | Octavo lugar           | 5                      | 1                      | 1                      | 3                      | 8                      | 14                     |
| 2024                   | Por disputarse         | 0                      | 0                      | 0                      | 0                      | 0                      | 0                      |
| Total                  | 6/13                   | 23                     | 4                      | 2                      | 17                     | 42                     | 91                     |

### Eliminatorias Sudamericanas
| Eliminatorias Sudamericanas de Futsal | Eliminatorias Sudamericanas de Futsal | Eliminatorias Sudamericanas de Futsal | Eliminatorias Sudamericanas de Futsal | Eliminatorias Sudamericanas de Futsal | Eliminatorias Sudamericanas de Futsal | Eliminatorias Sudamericanas de Futsal | Eliminatorias Sudamericanas de Futsal |
| Año                                   | Ronda                                 | J                                     | G                                     | E                                     | P                                     | GF                                    | GC                                    |
| ------------------------------------- | ------------------------------------- | ------------------------------------- | ------------------------------------- | ------------------------------------- | ------------------------------------- | ------------------------------------- | ------------------------------------- |
| 2012                                  | Noveno lugar                          | 5                                     | 1                                     | 0                                     | 4                                     | 11                                    | 37                                    |
| 2016                                  | Octavo lugar                          | 5                                     | 1                                     | 2                                     | 2                                     | 9                                     | 21                                    |
| 2020                                  | Décimo lugar                          | 5                                     | 0                                     | 0                                     | 5                                     | 1                                     | 18                                    |
| Total                                 | 3/3                                   | 15                                    | 2                                     | 2                                     | 11                                    | 21                                    | 76                                    |